# Fabien Canal
Fabien Canal   (Belfort, 4 d'abril de 1989) és un ciclista francès, que fou professional del 2015 al 2019. Combina la carretera amb el ciclisme de muntanya i el ciclocròs. És l'alcalde de Riervescemont des del 2019.

## Palmarès

###### en ciclisme de muntanya
- 2011
  -  Campiona del món en Camp a través per relleus (amb Julie Bresset, Victor Koretzky i Maxime Marotte)
  -  Campió d'Europa en Camp a través per relleus (amb Julie Bresset, Victor Koretzky i Maxime Marotte)
  -  Campió de França sub-23 en Camp a través

###### en ruta
- 2017
  - 1r a la París-Mantes-en-Yvelines

Fonts: